# Haabersti
Haabersti (en alemany Habers) és un dels vuit districtes administratius (en estonià linnaosa) de Tallinn i té sortida directa a la badia de Tallinn. Té una extensió de 22,26 km² i compta amb una població l'any 2023 de 50.200 habitants.
Alhora Haabersti es divideix en 12 subdistrictes o barris (en estonià asum): Astangu, Haabersti, Kakumäe, Mustjõe, Mäeküla, Õismäe, Pikaliiva, Rocca al Mare, Tiskre, Veskimetsa, Vismeistri i Väike-Õismäe.
La zona més poblada del districte és Väike-Õismäe, una zona residencial formada per grans edificis de panells prefabricats que es van construir majoritàriament a la dècada de 1970. El llac Harku i una extensa zona de platja a Kakumäe i la badia de Kopli es troben dins dels límits del districte. Com que la major part del territori no s'havia utilitzat prèviament per a la construcció, en les dues últimes dècades s'hi han desenvolupat noves zones amb petites edificacions residencials.
Aquest districte acull el Museu a l'Aire Lliure d'Estònia, l'Unibet Arena, el zoològic de Tallinn i el centre comercial Rocca al Mare.